# Coryneopsis rubi
Coryneopsis rubi är en svampart som först beskrevs av Westend., och fick sitt nu gällande namn av Grove 1937. Coryneopsis rubi ingår i släktet Coryneopsis och familjen Amphisphaeriaceae.   Inga underarter finns listade i Catalogue of Life.